# Lanjanist
Lanjanist (en arménien Լանջանիստ ) est une communauté rurale du marz d'Ararat en Arménie. En 2008, elle compte 254 habitants.